# Julian Tworóg
Julian Tworóg (ur. 20 lutego 1929 w Krzesimowie, zm. 1989) – polski dyplomata, ambasador w Tanzanii (1974–1975).

## Życiorys
Julian Tworóg po II wojnie światowej ukończył Państwowe Gimnazjum Handlowe i Liceum Spółdzielcze w Lublinie. W latach 1949–1952 studiował na Wydziale Dyplomatyczno-Konsularnym Szkoły Głównej Służby Zagranicznej w Warszawie, dyplom uzyskując 13 stycznia 1953. 1 grudnia 1962 uzyskał dyplom magistra ekonomii na Wydziale Handlu Zagranicznego Szkoły Głównej Planowania i Statystyki w Warszawie.
Jako student pracował w Polskich Zakładach Zbożowych, Pomocy Lekarskiej Młodzieży Akademickiej oraz na stanowisku asystenta w Katedrze Prawa Międzynarodowego Szkoły Głównej Służby Zagranicznej. W lutym 1953 rozpoczął pracę w Ministerstwie Spraw Zagranicznych (MSZ). W latach 1956–1957 był attaché w Ambasadzie w Pekinie, zaś w latach 1957–1959 attaché w Rangunie. Następnie starszy radca w Departamencie V MSZ. Od 1960 do 1961 starszy doradca polityczny w Międzynarodowej Komisji Nadzoru i Kontroli w Wietnamie (MKNiK). W latach 1962–1966 był I sekretarzem w Ambasadzie w Kairze. W latach 1966–1970 w centrali na stanowiskach: starszego radcy, rzeczoznawcy i naczelnika wydziału w departamentach V i III. Ponownie w MKNiK w Wietnamie w latach 1970–1971 w stopniu ambasadora. Od 1971 do 1974 był wicedyrektorem Departamentu II MSZ. W latach 1974–1975 był ambasadorem w Tanzanii, akredytowanym także na Madagaskarze.
Należał do Związku Młodzieży Wiejskiej „Wici” (1944–1948) oraz Zjednoczonego Stronnictwa Ludowego (1949–1956). W ZSL pełnił funkcję przewodniczącego Międzyuczelnianego Komitetu Wykonawczego. 10 lutego 1960 został członkiem Polskiej Zjednoczonej Partii Robotniczej. Był członkiem Komitetu Zakładowego PZPR przy MSZ (1966–1970, 1972–1974).
Syn Jana i Zofii.